# Eurocon 1995
Eurocon 1995, acronim pentru Convenția europeană de science fiction din 1995, a avut loc la Glasgow în Scoția.
Eurocon 1995 a fost simultan și Worldcon 1995.